# Iwar Nordlund
Karl Iwar Nordlund, född 2 februari 1855 i Närpes, död där 6 september 1937, var en finländsk präst. 
Nordlund blev 1877 ministeriiadjunkt i Närpes församling, var kaplan där 1884–1925 och kyrkoherde 1925–1937. Han visade ett stort intresse för kommunala frågor och arbetade för grundandet av ett sjukhus och en sparbank samt folkskolor i hemkommunen. Han tillhörde prästeståndet vid lantdagen 1905–1906 och var 1909–1912 lantdagsman för Svenska folkpartiet i enkammarlantdagen. Han väckte uppmärksamhet genom sin vägran att låta censurera sin öppningspredikan vid lantdagen 1909 och tvingades tre år senare att avgå på grund av vissa förvecklingar i samband med en kyrkoherdeutnämning. Han skrev bland annat Blad ur Närpes historia (tre band, 1928–1931).